# Adobe InDesign
Adobe InDesign és un programari d'Adobe Systems per a l'autoedició. Va ser llançat com a competidor directe del QuarkXPress.

## Història
L'InDesign és el successor de l'anterior programa d'edició d'Adobe, el PageMaker. Aquest programa va ser adquirit per Adobe juntament amb l'empresa que el desenvolupava, Aldus, l'any 1994. Tot i això, el 1998 havia perdut la major part del mercat professional en favor del QuarkXPress, que era més potent, sobretot a partir de la versió 4.0, llançada el 1996.
A Aldus ja havien començat a desenvolupar un projecte amb un nou programa amb moltes més funcionalitats, amb el nom en codi de "Shuksan". Aquest projecte es va continuar desenvolupant a Adobe amb el nom intern de "K2" i finalment va ser comercialitzat en la seva versió 1.0 l'any 1999.
L'any 2002 l'InDesign es va convertir en el primer programari d'aquest tipus natiu per a Mac OS X. La versió 3 (CS) de l'InDesign es va popularitzar molt, ja que es va distribuir conjuntament amb la Creative Suite, que inclou els populars Photoshop, Illustrator i Acrobat.

## Programari equivalent
- QuarkXPress competidor comercial.
- Scribus alternativa de programari lliure.